# Kościół Prezbiteriański Nigerii
Kościół Prezbiteriański Nigerii (ang. Presbyterian Church of Nigeria) – prezbiteriański związek wyznaniowy w Nigerii. Utworzony 1846 roku z inicjatywy uwolnionych niewolników z Jamajki, szkockich misjonarzy prezbiteriańskich i królów Calabaru. Posiada 3,8 miliona wiernych w ponad 2000 kościołach, co czyni go największym kościołem prezbiteriańskim na świecie po Kościele Prezbiteriańskim Wschodniej Afryki. Jest członkiem Światowej Rady Kościołów, Chrześcijańskiej Rady Nigerii, Światowej Wspólnoty Kościołów Reformowanych i Wszechafrykańskiej Rady Kościołów. 
Kościół akceptuje Westminsterskie Wyznanie Wiary. Praktykuje ordynację kobiet. Pierwsza duchowna została powołana w 1982 roku. W 2015 w Kościele służy ponad 50 ordynowanych kobiet.